# ヒッチハイク (ダンス)
ヒッチハイク（Hitch hike）は、1960年代に流行したダンス。1962年のマーヴィン・ゲイのヒット曲「Hitch Hike」に始まり、ヴァニティ・フェアのゴールド・ディスク「夜明けのヒッチ・ハイク (Hitchin' a Ride)」（1969年）で再び盛り上がった。
ダンスは非常にシンプルで、突き出た親指を振るというヒッチハイクのジェスチャーに基づいている。古典的なモータウンのパターンは、右親指を肩の上で右に3回振って、手をたたき、左親指を肩の上で左に3回振って、手をたたくというもの。これらすべてに、この時期に人気のあったシミー・ボディ・リップルが伴う。
この時代以来、このダンスの動きはさまざまなライン、クラブ&ジャズ・ダンス、特にディスコで確固たる地位を確立し、『ヘアスプレー』などの映画でも見られるようになった。
動きのスタイルはダンスによって異なり、後ろへのステップ、横へのステップ、または腰の動きを伴う場合もある。